# San Giuseppe Vesuviano
San Giuseppe Vesuviano è un comune italiano di 30 376 abitanti della città metropolitana di Napoli in Campania

## Storia
Il territorio dell'attuale S. Giuseppe era una zona agricola appartenente all'antico e grande feudo di Ottajano (ora Ottaviano). Verso la fine del Cinquecento parecchi cittadini dell'abitato di Ottaviano si trasferirono a valle in prossimità di un incrocio molto trafficato formato dalla strada che da Ottaviano portava a Striano-Sarno e della strada che Avellino-Nola portava ai porti di Torre Annunziata e Castellammare di Stabia. Infatti, per il grande traffico di carri, quegli intraprendenti cittadini ottajanesi capirono che c'era la possibilità di guadagnare e incominciarono a costruire numerose taverne e locande per il ristoro dei viandanti e a commerciare.
Quindi man mano si creò un piccolo centro che fu chiamato "alli Boccia", probabilmente dal nome di una famiglia che vi possedeva un latifondo.
La sua popolazione si accrebbe dopo l'eruzione vesuviana del 1631 per lo spostamento di altri numerosissimi abitanti dal centro abitato di Ottaviano. Questo avvenne perché quella città fu gravemente danneggiata dalla suddetta eruzione vesuviana e i suoi abitanti cercarono scampo nelle campagne circostanti a valle del paese e quindi più lontani dal Vesuvio. Nel 1675, dopo la costruzione della parrocchia dedicata al Santo, il rione, ormai diventato molto popolato, prese il nome di "San Giuseppe".
Il primitivo rione con il passare degli anni aumentò ancora il numero di abitanti e sviluppò il commercio. Presentò quindi la richiesta di diventare comune autonomo staccandosi da Ottaviano. Questo avvenne il 19 febbraio 1893, quando, con decreto reale firmato da Umberto I, fu ufficializzata la nascita del nuovo comune di San Giuseppe. Il 23 dicembre 1894, con un ulteriore decreto reale, il comune cambiò denominazione e assunse l'attuale nome di San Giuseppe Vesuviano.

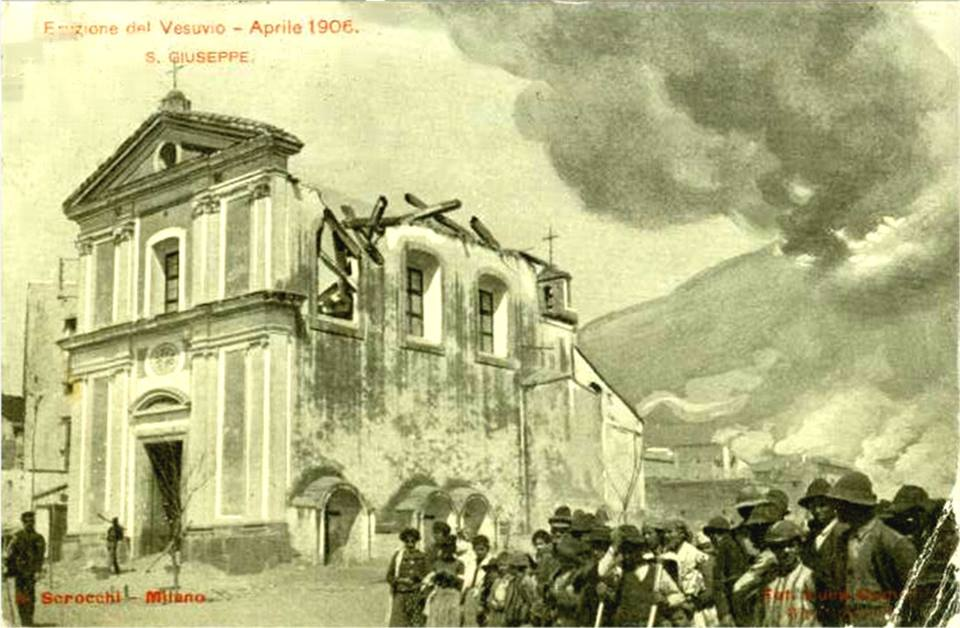
Cartolina d'epoca

Nel 1906 fu pressoché distrutto dall'eruzione del Vesuvio e interamente ricostruito. Nel 1923 fu aggiunto allo stemma comunale il motto Ex Flammis Orior.
Già dal 1970, l'area comunale di San Giuseppe Vesuviano è ormai conurbata urbanisticamente, commercialmente e industrialmente con l'antico capoluogo Ottaviano e con Terzigno (altra località che fece parte fino al 1913 di Ottaviano), formando, anche se con amministrazioni comunali separate, una città di oltre 70 000 abitanti con condivisi interessi comuni. Dagli anni 60 fino agli anni 90 c'è stato un forte sviluppo del settore dell'industria tessile che ha portato il comune a diventare, insieme a Prato, il polo tessile più importante d'Italia. La città è stata meta, di una nuova e molto consistente ondata migratoria proveniente da paesi asiatici e, in particolare, dalla Cina e più di recente dal Bangladesh.

### Simboli
Lo stemma del Comune di San Giuseppe Vesuviano è stato concesso con regio decreto dell'11 maggio 1913.
Il giglio è simbolo del patrono san Giuseppe, padre putativo di Gesù. Il motto latino Ex flammis orior ("Risorgo dalle fiamme") venne aggiunto nel 1923 e ricorda la ricostruzione del paese dopo la terribile eruzione del Vesuvio del 1906.

## Monumenti e luoghi d'interesse

### Architetture religiose

#### Santuario di San Giuseppe

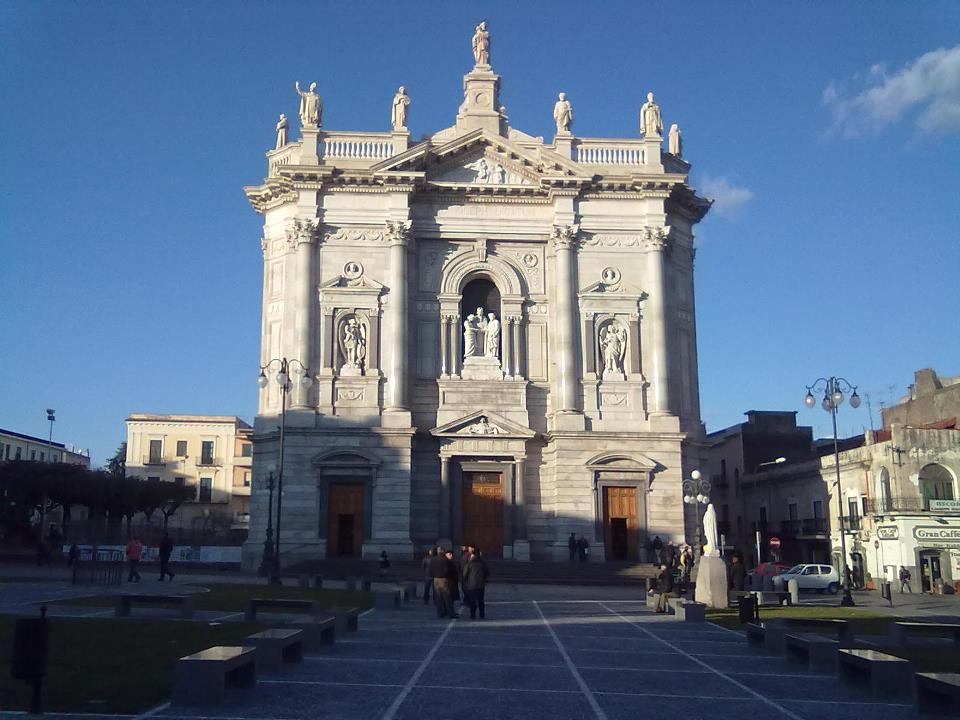
Santuario di San Giuseppe

Con atto del notaio Altomando di Ottajano del 4 settembre 1622 un cittadino del luogo, Scipione Boccia, devoto del santo, donò un appezzamento di terra all'Università di Ottajano per fondarvi una chiesetta da intitolarsi a San Giuseppe. Questa chiesetta, dopo la morte di Scipione Boccia, fu ampliata dalla sua vedova Vittoria D'Ambrosio e dal figlio Principio (che per ingrandire la chiesa donarono alla suddetta Università altro terreno). Questa Chiesa fu ingrandita da un'altra edificata a lato agli inizi del XVIII secolo e ancora successivamente agli inizi del XX secolo. Durante la già citata eruzione del 1906, il tetto della adiacente cappella della congrega dello Spirito Santo crollò a causa del peso delle ceneri eiettate, con conseguenze tragiche: su 200 persone riunite in chiesa per pregare 105 rimasero uccise. Nel secondo dopoguerra, invece, il complesso architettonico rimane intatto.
Grazie all'opera del fondatore, monsignor Giuseppe Ambrosio, a cominciare dai primi anni del Novecento la Chiesa ha raggiunto dimensioni imponenti, con alta cupola (1908), facciata monumentale (1926) e prezioso altare maggiore (1955). Sono vivaci i dipinti all'interno, dalla tela della Gloria di san Giuseppe (Angelo Mozzillo, 1784) alle pitture parietali (Pietro Favaro, 1983) e alle vetrate artistiche (2015).

#### Parrocchia San Francesco d'Assisi ai Casilli
Fondata nel 1870/1880 su ordine del vescovo di Nola venne costruita su un pezzo di terreno donato da un signore di cui si conosce solo il soprannome "Carlone".La Chiesa venne poi ampliata nel 1913, su ordine del cappellano don Gaetano Giordano. Dopo l'ufficializzazione della parrocchia nel 1924 fu nominato Rettore della Chiesa don Gaetano Ferraiolo. Alle spalle della Chiesa fu costruita la Casa Canonica e nel 1934 fu realizzato il campanile con due campane di bronzo, di cui una del peso di circa dieci quintali.

#### Parrocchia di Santa Maria la Pietà
Fondata nella seconda metà del Settecento, fu ufficializzata parrocchia da monsignor Michele Raffaele Camerlengo, dopo le continue richieste del popolo di Santa Maria la Scala nel 1940.Il primo Parroco fu don Guerino Bossone. All'interno della Chiesa è conservato un quadro che risale al 1793 del pittore e decoratore Angelo Mozzillo, raffigurante La Pietà, con la Vergine assisa sotto la croce ed il Cristo deposto sul grembo. Sullo sfondo, ambedue i lati, due angeli: uno porta via una scala e un altro si asciuga il volto rigato di lacrime. Ai margini si intravedono il sole velato da un'eclisse e la luna antropomorfizzata. Il quadro è stato sottoposto a un intervento di restauro conservativo-estetico nell'anno 2000. Caratteristica di questa Parrocchia è che la famiglia dei fedeli è composta anche da molti cittadini di Ottaviano, in quanto il suo territorio comprende si parte di San Giuseppe Vesuviano che di Ottaviano.

#### Chiesa Vergine Madre di Dio, rione Piano del Principe
Fondata nella seconda metà del Settecento da Michele I, principe de' Medici di Ottajano, per accontentare il volere dei contadini della zona molto distanti dal centro e permettere loro di ricevere i Sacramenti e officiare i Riti domenicali. Fu fatta abbellire circa un secolo dopo dalla Duchessa di Miranda (moglie del Principe Giuseppe IV de' Medici di Ottajano. In un primo tempo i Riti furono officiati dai Sacerdoti di Poggiomarino, ma dal 1910 ne hanno avuto la cura i Sacerdoti della Chiesa di San Francesco ai Casilli.

#### Parrocchia San Leonardo di Noblac
Caratteristica di questa Parrocchia è che, pur essendo sita nel territorio comunale di Ottaviano, la comunità dei suoi parrocchiani è formata da fedeli cittadini che fanno parte del comune di San Giuseppe Vesuviano oltre a quelli prevalenti del comune di Ottaviano. Fu fondata nel 1561 e affidata a Don Criscillo D'Ambrosio. Venne distrutta dopo l'eruzione del 1906 e poi ricostruita. Divenne Parrocchia il 6 giugno 1954; primo parroco è nominato Don Francesco Aniello Ambrosio. La Chiesa di San Leonardo ha subito nel corso degli anni (particolarmente dopo il terremoto del 1980) diverse ristrutturazioni, tra cui l'ultima più recente conclusasi nel 2007. Fa parte della dotazione parrocchiale una tela attribuita ad Angelo Mozzillo raffigurante la Madonna con Bambino tra San Leonardo di Noblac e San Remigio di Reims.

### Edifici storici

#### Villa Pironti
Villa Vesuviana del '700, abbandonata ed in pessime condizioni di conservazione.

#### Palazzo Auricchio
Palazzo tardo-ottocentesco, sito in via Passanti edificato dalla famiglia Auricchio, famosa ditta casearia.

#### Asilo della Croce Rossa Italiana.
Scuola per l'infanzia costruita dalla Croce Rossa Italiana con le offerte per i danni prodotti dall'eruzione del 1906; l'Asilo Infantile fu inaugurato il 3 settembre 1910 con l'intervento di S.A.R. la duchessa Elena d'Aosta. Recentemente restaurato è sede di una scuola cittadina.

### Altri monumenti

#### Monumento alla memoria dei caduti sangiuseppesi
Situato in piazza Garibaldi, il Monumento alla memoria dei caduti sangiuseppesi fu inaugurato il 26 giugno 1938 con una cerimonia solenne, che vide l'intervento dell'allora Principe ereditario Umberto II di Savoia, del podestà Enrico Auricchio, del vescovo di Nola Michele Raffaele Camerlengo, del prefetto di Napoli e di altre personalità civili e militari. L'opera fu realizzata dallo scultore Francesco Nagni ed eretta dalla impresa edile Vincenzo Nappo. Per fargli posto in piazza Garibaldi fu spostato nel cimitero consortile di Ottaviano il Monumento alle Vittime dell'eruzione del 1906, inaugurato il 31 agosto 1913 e ora, asportandolo da quel sito in cui era stato posto dal 1938, è stato collocato quasi davanti al municipio, in piazza Elena d'Aosta.

## Società

### Evoluzione demografica
Abitanti censiti

### Etnie e minoranze straniere
La popolazione straniera legalmente residente è molto forte. Infatti al 31 dicembre 2020 era percentualmente pari circa al 18% dell'intera popolazione. Essi hanno aperto, specie i cinesi e i bengalesi, numerose attività commerciali principalmente nella conurbata frazione dei Casilli. Secondo i dati ISTAT al 31 dicembre 2020 la popolazione straniera era di 5 223 persone. La popolazione straniera più numerosa residente al 31 dicembre 2020 era.
- Bangladesh 1840
- Cina 1153
- Marocco 735
- Ucraina 647
- Romania 189
- Polonia 163
- Algeria 101
- Pakistan 97

### Tradizioni e folclore

#### Piedigrotta Sangiuseppese, festival della musica
Festa popolare delle canzoni, delle musiche, dei carri folcloristici e dei cortei.
- L'edizione del 1953 fu presentata come Piedigrotta Sangiuseppese della Stampa Democratica, in quanto si vollero unire alla festa della musica e della canzone anche i festeggiamenti per il “Mese Della Stampa” (settembre). A questa edizione collaborarono poeti e scrittori come Enzo Bonagura, Luigi Vinci, Giuseppe Casillo, Agostino Nappo, Enrico Buonafede, Felice Genta e Gaetano Lama.

#### Tammurriata
Nel comune di San Giuseppe Vesuviano, sono ancora presenti testimonianze di una delle manifestazioni più note e discusse della tradizione musicale contadina vesuviana e di una vasta area che abbraccia il casertano, l'agro-nocerino, la costiera amalfitana: il "canto e ballo del tamburo" (comunemente definito tammurriata) è una forma musicale caratterizzata dal: ritmo binario del tamburo (dal quale trae il nome); il canto (strutturato, per lo più, in versi endecasillabi) e dal ballo in coppia. Famiglie di suonatori sono presenti in località Zabatta. Da alcuni anni un gruppo di giovani appassionati, residenti nei comuni di Ottaviano e San Giuseppe Vesuviano, sulla scia di alcune campagne di ricerca, effettuate tra la fine degli anni sessanta e l'inizio degli anni settanta, ha avviato un'attività di ricerca e di raccolta sul campo di tali patrimoni immateriali. È dal 2007 infatti che in occasione dei festeggiamenti di San Leonardo l'omonima parrocchia, sita in questa frazione a cavallo tra i due comuni, organizza la "Grande Festa della Tammorra Vesuviana", nei primi giorni di novembre.

## Geografia antropica

### Frazioni
- Piano del Principe, di circa 70 abitanti, conserva i resti di un castello. L'economia si basa sulla produzione di nocciole.
- Casilli
- Nappi
- Santa Maria la Scala (anticamente chiamato Falangone).
- San Leonardo (condivisa con la vicina Ottaviano).

## Infrastrutture e trasporti
San Giuseppe Vesuviano, posta alle falde del Vesuvio, è servita dalla strada statale 268 del Vesuvio.
Le stazioni di San Giuseppe, di Casilli e di San Leonardo si trovano sulla ferrovia Napoli-Ottaviano-Sarno e sono servite dalle corse da/per Napoli svolte dall'Ente Autonomo Volturno.
Un altro impianto ferroviario, denominato stazione di San Giuseppe Vesuviano, sorgeva lungo la dismessa ferrovia Torre Annunziata-Cancello.

## Amministrazione
| Periodo | Periodo  | Primo cittadino                         | Partito                         | Carica                    | Note |
| ------- | -------- | --------------------------------------- | ------------------------------- | ------------------------- | ---- |
| 1988    | 1993     | Antonio Agostino Ambrosio               | Democrazia Cristiana            | Sindaco                   |      |
| 1993    | 1993     | Arcangelo Ambrosio                      | Democrazia Cristiana            | Sindaco                   |      |
| 1993    | 1993     | Elena Lazzaretto                        | -                               | Commissario prefettizio   |      |
| 1993    | 1995     | Elena Lazzaretto                        | -                               | Commissario straordinario |      |
| 1995    | 1996     | Massimo Ambrosio                        | Lista civica - (Centrosinistra) | Sindaco                   |      |
| 1996    | 1997     | Vincenzo De Vivo                        | -                               | Commissario prefettizio   |      |
| 1997    | 2002     | Ivan Pasquale Casillo                   | Lista civica - (Centrodestra)   | Sindaco                   |      |
| 2002    | 2007     | Antonio Agostino Ambrosio               | Lista civica - (FI)             | Sindaco                   |      |
| 2007    | 2009     | Antonio Agostino Ambrosio               | Lista civica - (FI)             | Sindaco                   |      |
| 2009    | 2012     | Ciro Trotta                             | -                               | Commissario straordinario |      |
| 2012    | 2018     | Vincenzo Catapano                       | Lista civica - (PdL)            | Sindaco                   |      |
| 2018    | 2022     | Vincenzo Catapano                       | Lista civica - (Lega)           | Sindaco                   |      |
| 2022    | 2024     | Aldo Aldi Agnese Scala Antonio Scozzese | -                               | Commissione straordinaria | }    |
| 2024    | in corso | Michele Sepe                            | PD                              | Sindaco                   |      |

## Sport
La Football Club Sangiuseppese era una società calcistica di San Giuseppe Vesuviano, esistita dal 1936 fino al 2008, quando un gruppo di imprenditori ne rilevò il titolo. Dopo due anni la Lega Nazionale Dilettanti ha riconosciuto ufficialmente il nuovotà e alla squadra di giocare a Mugnano di Napoli. Da allora la squadra di San Giuseppe Vesuviano è scomparsa dalla scena calcistica.
A partire dal 2011 nasce la Polisportiva San Giuseppe Vesuviano, anche detta Sangiuseppese la cui sezione calcio riparte dalla promozione e attualmente disputa il campionato di prima categoria 2024-2025 girone C. 

### Calcio a 5
Nel Calcio a 5, San Giuseppe Vesuviano è rappresentata dal Real San Giuseppe, la squadra, fondata nel 2011, milita in Serie A e disputa le proprie gare al PalaCoscioni di Nocera Inferiore.